# Elena Morozova
Pour les articles homonymes, voir Morozova.
Cet article concerne une actrice russe. Pour la footballeuse russe, voir Elena Morozova (football).
Elena Savvichna Morozova (en russe : Еле́на Са́ввична Моро́зова), née Evguenia Borissovna Grigorieva le 15 mai 1973 à Moscou, en Russie, est une actrice de théâtre et de cinéma soviétique puis russe. Elle est lauréate du prix Tchaïka en 2005.

## Biographie
Fille du réalisateur Boris Grigoriev, Evguenia débute devant la caméra à l'âge de huit ans, dans le film musical pour enfants de Vladimir Grammatikov Mains en l'air en 1981. Elle enchaine la même année avec Le Rire vendu, un téléfilm de Leonid Netchaev adapté du roman Timm Thaler (1962) de James Krüss où elle joue l'amie du héros principal. Elle apparait encore dans quelques petits rôles à la télévision jusqu'en 1988.
Elle fait ses études chez Lev Dourov à l'École-studio du Théâtre d'Art académique de Moscou dont elle sort diplômée en 1996. Elle commence une carrière théâtrale prolifique et prend un nom de scène Morozova en référence à l'illustre mécène russe du XIXe siècle Savva Morozov. Sur scène à cette époque on la voit incarner Natacha dans Les Trois Sœurs au théâtre d'Art (1995), Catharina dans La Mégère apprivoisée au Théâtre Stanislavski (1997), Verotchka dans Un mois à la campagne au Théâtre MEL (1998).
Elle renoue avec le cinéma en 2000, apparaissant dans Le Journal de sa femme d'Alekseï Outchitel. Sa performance sera saluée par le grand jury du XI festival Kinotavr dans la catégorie Espoir.
Elle joue dans les pièces du théâtre des Nations de Moscou, notamment la Comtesse dans Figaro. Événement d'un jour (mise en scène de Kirill Serebrennikov) en 2006, Sharla Smith dans Killer Joe de Tracy Letts (mise en scène de Javor Gardev) en 2011, la femme d'écrivain dans Orange mécanique d'après le roman d'Anthony Burgess (mise en scène de Philippe Grigorian (ru)) en 2016.
Depuis le novembre 2016, elle participe aux côtés de Egor Beroïev, Ingeborga Dapkūnaitė, Tchoulpan Khamatova, Alissa Freindlich, Igor Kostolevsky au projets Les Touchables (Прикасаемые) initié par la fondation d'assistance aux personnes aveugles et sourdes, au théâtre des Nations, qui réunit sur scène les acteurs valides et les handicapées dans la mise en scène de Ruslan Malikov (ru).

## Filmographie partielle

### Cinéma
- 1981 : Mains en l'air (ru) (Руки вверх!) de Vladimir Grammatikov : Strekoza
- 2000 : Le Journal de sa femme (Дневник его жены, Dnevnik ego zheny) de Alekseï Outchitel : Marga Kovtun
- 2006 : Jouer les victimes (Izobrajaïa Jertvou) de Kirill Serebrennikov : Olia
- 2008 : Battlestar Rebellion (Обитаемый остров) de Fiodor Bondartchouk : présentatrice TV
- 2009 : Coco Chanel et Igor Stravinsky de Jan Kounen : Catherine Stravinsky

### Télévision
- 1981 : Le Rire vendu (ru) (Проданный смех) de Leonid Netchaev : Gaby Beber
- 2009 : Barvikha (Барвиха) : Lubov Alfredovna
- 2016 : Hôtel Eleon (Отель Элеон) : sujet psi